# Silurichthys marmoratus
Silurichthys marmoratus és una espècie de peix de la família dels silúrids i de l'ordre dels siluriformes.

## Morfologia
- Els mascles poden assolir 10,4 cm de longitud total.
- Nombre de vèrtebres: 48-52.[5]

## Hàbitat
És un peix d'aigua dolça i de clima tropical.

## Distribució geogràfica
Es troba a Àsia: nord i oest de Borneo (Sarawak, Brunei i Kalimantan Barat).